# 1913 في النرويج
فيما يلي قوائم الأحداث التي وقعت خلال عام 1913 في النرويج.

## سياسة

### تعيين في المنصب
- 31 يناير – غونار كنودسن رئيس وزراء النرويج.

## مواليد

### يناير
- 5 يناير – غونار أندرياسن لاعب كرة قدم نرويجي.

### سبتمبر
- 18 سبتمبر – روالد أموندسين لاعب كرة قدم نرويجي.

## وفيات

### يناير
- 8 يناير – جون تيودور لوند (مواليد 1842) سياسي نرويجي.